# Бравин, Николай Иванович
Николай Иванович Бравин (около 1758 - 15 апреля 1829, Тамбов, Российская империя) – российский почтмейстер, действительный статский советник, тамбовский почт-директор.
Брат  Михаила Ивановича Бравина (1761—1833), государственного деятеля Российской империи.
Сначала был на военной службе и принимал участие в Русско-шведской войне (1788—1790).  Потерял на военной службе здоровье, в 1790 г. вышел в отставку и перешёл на службу по гражданскому ведомству.
В 1802 г. раскрыл факт производства фальшивых ассигнаций, за что удостоился изъявление высочайшего благоволения. Кроме того, он неоднократно был награждаем орденами, за труды по службе. 
Несмотря на развитие тяжелой болезни (водянки), Бравин оставил служебные обязанности только за месяц до смерти. В Тамбове он пользовался общей любовью и уважением, и его смерть вызвала всеобщее сожаление. 
Похоронен был в Треуголяевском монастыре, близ Тамбова.